# Jordan EJ11
O  EJ11 é o modelo da Jordan da temporada de 2001 de Fórmula 1. Condutores: Heinz-Harald Frentzen, Jarno Trulli, Ricardo Zonta e Jean Alesi.

## Resultados[1]
(legenda) 
| Ano  | Chassis | Motor            | Pneus | N° | Pilotos               | 1   | 2   | 3   | 4   | 5   | 6   | 7   | 8   | 9   | 10  | 11  | 12  | 13  | 14  | 15  | 16  | 17  | Pontos | Posição |  |
| ---- | ------- | ---------------- | ----- | -- | --------------------- | --- | --- | --- | --- | --- | --- | --- | --- | --- | --- | --- | --- | --- | --- | --- | --- | --- | ------ | ------- |  |
|      |         |                  |       |    |                       |     |     |     |     |     |     |     |     |     |     |     |     |     |     |     |     |     |        |         |  |
|      |         |                  |       |    |                       | AUS | MAL | BRA | SMR | ESP | AUT | MON | CAN | EUR | FRA | GBR | GER | HUN | BEL | ITA | USA | JPN |        |         |  |
| 2001 | EJ11    | Honda RA001E V10 | B     | 11 | Heinz-Harald Frentzen | 5   | 4   | 11  | 6   | Ret | Ret | Ret | PO  | Ret | 8   | 7   |     |     |     |     |     |     | 19     | 5º      |  |
| 2001 | EJ11    | Honda RA001E V10 | B     | 11 | Ricardo Zonta         |     |     |     |     |     |     |     | 7   |     |     |     | Ret |     |     |     |     |     | 19     | 5º      |  |
| 2001 | EJ11    | Honda RA001E V10 | B     | 11 | Jarno Trulli          |     |     |     |     |     |     |     |     |     |     |     |     | Ret | Ret | Ret | 4   | 8   | 19     | 5º      |  |
| 2001 | EJ11    | Honda RA001E V10 | B     | 12 | Jarno Trulli          | Ret | 8   | 5   | 5   | 4   | DSQ | Ret | 11  | Ret | 5   | Ret | Ret |     |     |     |     |     | 19     | 5º      |  |
| 2001 | EJ11    | Honda RA001E V10 | B     | 12 | Jean Alesi            |     |     |     |     |     |     |     |     |     |     |     |     | 10  | 6   | 8   | 7   | Ret | 19     | 5º      |  |

† Completou mais de 90% da distância da corrida.